# Hertig Johans brygga

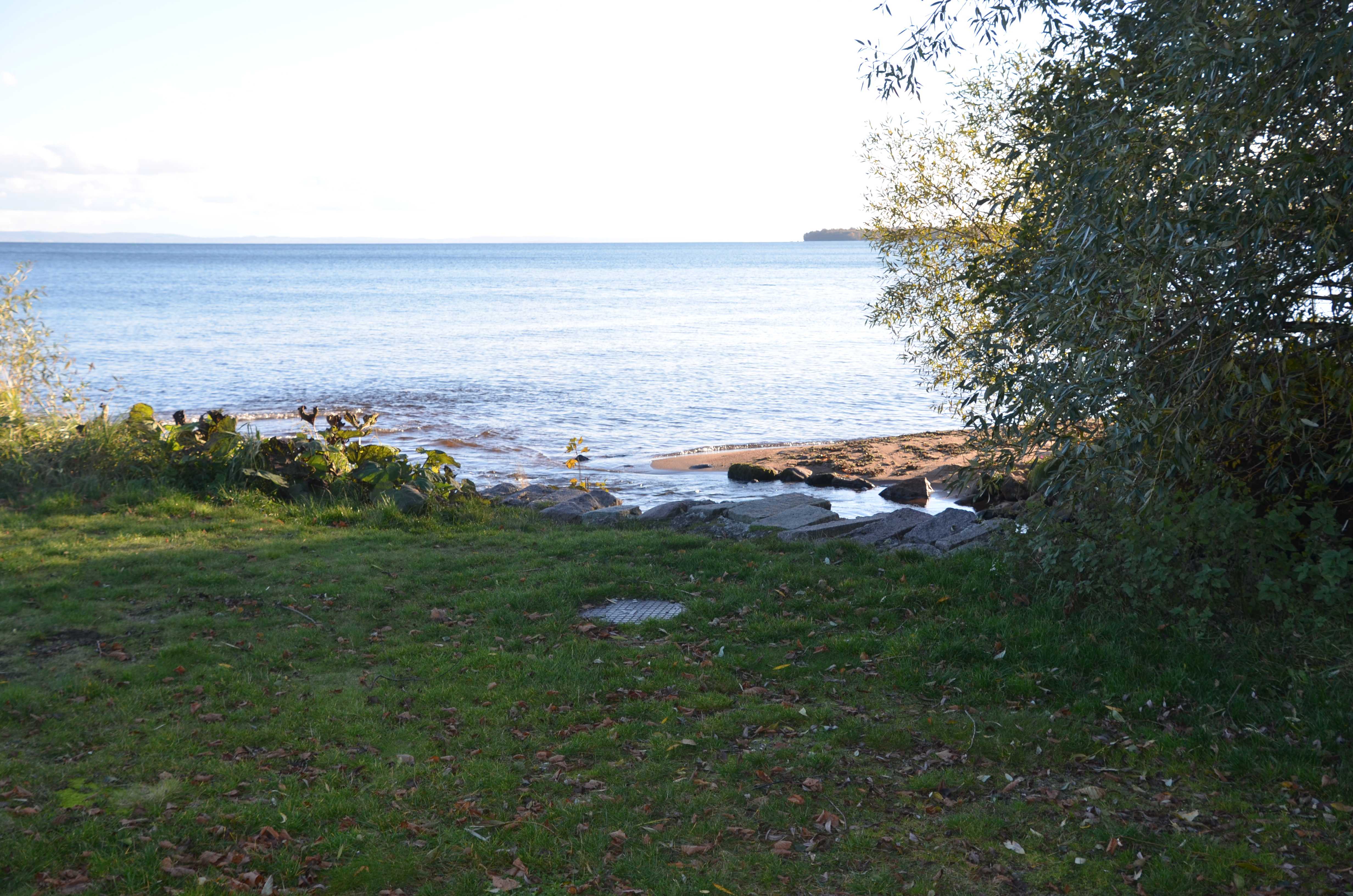
Hjoåns mynning i Vättern

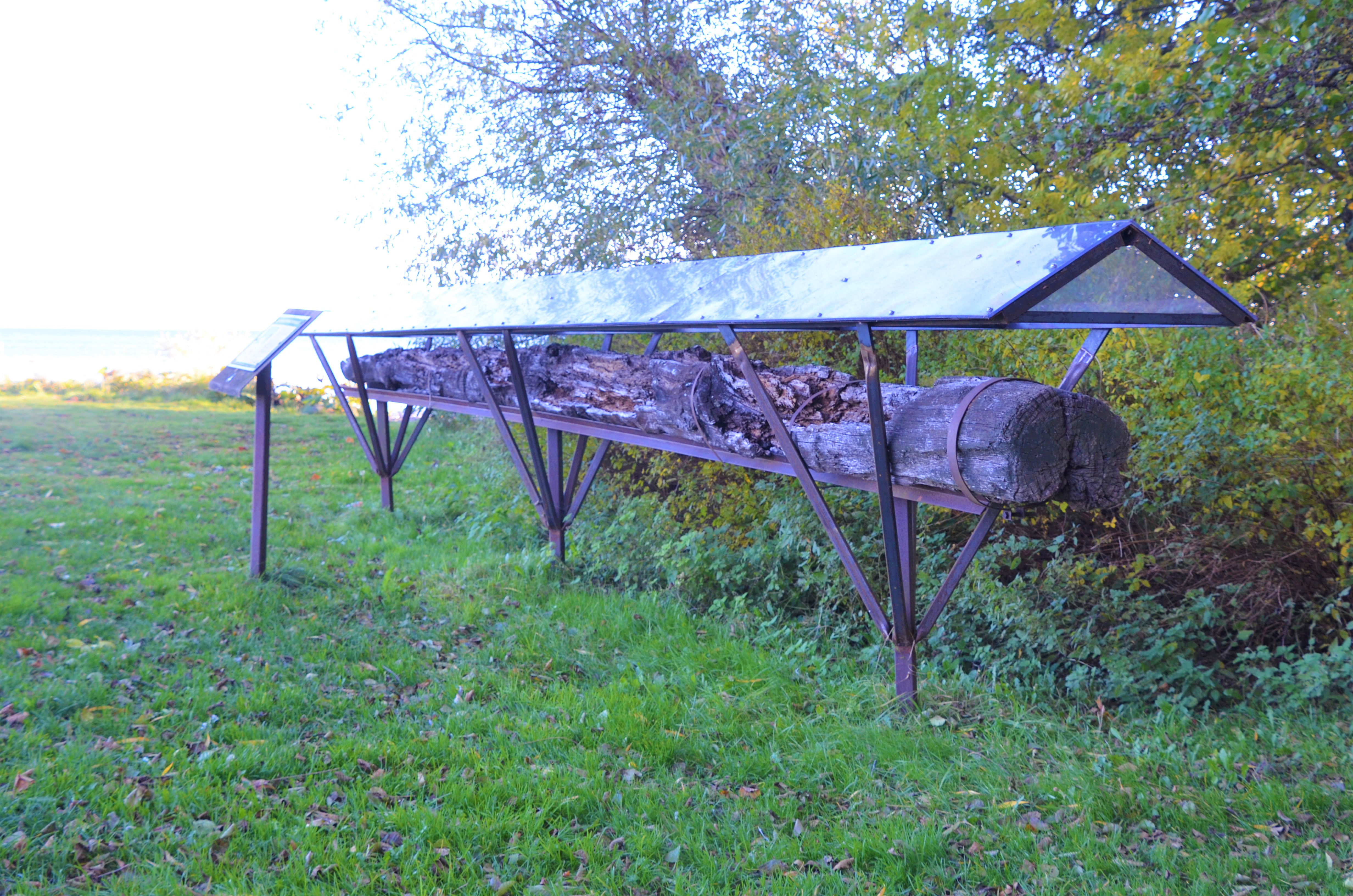
Ekstock från Hertig Johans brygga

Hertig Johans brygga var en hamnanläggning i den ursprungliga hamnen i Hjo, som ligger vid mynningen av Hjoån i Vättern. Denna hamn har sina rötter i den sjötrafik som bedrevs av Alvastra kloster under medeltiden.
Hertig Johan av Östergötland lät omkring 1610 anlägga en brygga med en bas på omkring 21 meter x 3,5 meter omedelbart söder om åmynningen ut i Vättern. Den löpte ungefär parallellt med den södra vågbrytaren i nuvarande Hjo hamn.
En arkeologisk utgrävning söder om åmynningen gjordes 1989. Då återfanns en rester av en anläggning med 16 timmerstockar, sex–tolv meter långa och 20–60 centimeter i diameter. Också en stenkista omkring ett hundra meter från strandkanten kan ha ingått i anläggningen.
På norra stranden, Strömparterren, är en ekstock utställd, vilken bärgades från sjöbottnen 1967 och som sannolikt är från Hertig Johans brygga. 